# Naval Criminal Investigative Service
Il Naval Criminal Investigative Service (NCIS) è un'agenzia della Marina degli Stati Uniti d'America che si occupa di ogni caso criminale o investigativo che riguarda la Marina Militare (compresa la Guardia Costiera) e il corpo dei Marines. Dipende dal United States Department of the Navy.

## Storia
L'NCIS, fino al 1992 NIS (Naval Investigative Service), faceva inizialmente parte dell'Office of Naval Intelligence e aveva come compito principale le attività di investigazione relative al controspionaggio, successivamente venne aggiunta l'attività di investigazione criminale. Caratteristica del NIS era di servirsi principalmente di personale civile, a differenza dei Military Police Corps.
Questa particolarità è condivisa anche dalla Coast Guard Investigative Service (CGIS) e dalla Defense Criminal Investigative Service (DCIS).
Durante gli anni '70 al personale civile fu garantito lo status di dipendenti pubblici civili e l'agenzia venne separata dall'ONI, diventando un Echelon II command, dipendente direttamente dal Chief of Naval Operations. Nel 1985 Cathal Flynn, un ufficiale del Naval Special Warfare Command, divenne il primo ufficiale superiore, facente parte della categoria degli ammiragli, a dirigere il NIS. Durante questo periodo il NIS assunse la direzione delle attività di intelligence relative all'antiterrorismo per quanto riguardava la Marina Militare, creando il Navy Multiple Threat Alert Center (MTAC).
Nel 1992 le attività di competenza del NIS furono ulteriormente chiarite, il suo aspetto di agenzia federale "civile" incrementato, e posto alle dirette dipendenze del Segretario alla Marina degli Stati Uniti d'America.
Roy D. Nedrow, un dirigente dell'United States Secret Service (USSS) fu il primo civile a essere nominato direttore dell'agenzia, adesso denominata NCIS. Praticamente tutto il personale NCIS (investigatori, controspionaggio e personale con compiti di scorta) è attualmente costituito da civili dotati del potere di arrestare e di far rispettare la legge. Fa eccezione un piccolo gruppo di militari con compiti di supporto alle attività di controspionaggio.
Tra i compiti attuali del NCIS sono incluse:
- le investigazioni criminali
- la protezione personale
- la lotta contro il traffico internazionale di droga
- l'antiterrorismo
- la repressione di frodi e di crimini informatici
- il controspionaggio.

## NCIS sul grande schermo
La serie televisiva NCIS - Unità Anticrimine trasmessa a partire dal 2003 dalla CBS, è basata su questo dipartimento, come anche i suoi spin-off NCIS: Los Angeles,  NCIS: New Orleans, NCIS: Hawai'i, NCIS: Sydney e NCIS: Origins.
L'NCIS viene anche citato in opere di finzione. Nel piccolo schermo è stato menzionato numerose volte dalla serie JAG - Avvocati in divisa, prodotta dallo stesso creatore di NCIS.  L'NCIS è inoltre presente in film come Codice d'onore.